# Arboreto del Macizo de Agriers
El Arboreto del Macizo de Agriers (en francés: Arboretum du Massif des Agriers) es un arboreto de 6 hectáreas de extensión, que se encuentra entre Lamazière-Haute y Eygurande, Francia.

## Localización
El arboreto se ubica en el interior del « Massif des Agriers » (Macizo de los Angriers)   un complejo forestal notable para agradables paseos en la naturaleza virgen.
El "Massif des Agriers" consiste en tierras de la baronía de Châteauvert, secciones de terrenos comunales de Couffy sur Sarsonne, Eygurande, Lamazière-Haute  y adquisiciones complementarias más recientes.
Antes de la Revolución, el suelo de Agriers, conservado en un estado natural de brezos y enebros  exclusivamente como pastos de ovejas mediante la concertación con el feudo, se pusieron a disposición a los agricultores a cambio de tareas.
Este macizo, que se eleva a 915 m en el Puy du Vareyron, y con operaciones de limpieza por un grupo sindical forestal, está administrado por la Office national des forêts.
Con una superficie total de unas 600 hectáreas, en su mayoría destinadas a la producción forestal: coníferas, han ido introduciendo el haya. En el Macizo de Agriers  se reservan 130 hectáreas a la conservación del paisaje original, el turismo y las actividades al aire libre.
Arboretum du Massif des Agrierst Lamazière-Haute // Eygurande, Département de Corrèze, Limousin, France-Francia.
Está abierto al público y no se paga tarifa de visita. Está cerrado de diciembre a marzo.

## Historia
Los especímenes del arboreto fueron plantados en 1982.
El arboretum actualmente está administrado por la « Office national des forêts ».

## Colecciones
El arboreto alberga 60 variedades de árboles, incluyendo coníferas y planifolios. 